# 井尻明
井尻 明（いじり あきら、1970年8月17日 - ）は、福島県出身の元サッカー選手、サッカー指導者。現役時代のポジションは、DF。日本サッカー協会公認S級ライセンスコーチ。

## 来歴
双葉郡富岡町出身。市立船橋高等学校時代からセンターバックを務め、3年次の1988年には野口幸司、小川誠一らと共に高校総体で優勝。また、高校サッカー選手権では準優勝。大会優秀選手にも選出された。空中戦に強く「空の要塞」と呼ばれていた。日本ユース代表に選出され、アジアユース最終予選に出場する。
1989年に関東大学リーグ2部の駒澤大学へ進学。その後、京都パープルサンガ、教育研究社サッカー部でプレー。引退後は、指導者へ転身。2009年、JFA 公認S級コーチに認定された。
2009年よりJFAアカデミー福島男子U-13監督、U-18のコーチ。
2015年より清水エスパルスSS駿東U-13の監督を務めた。　
2016年より中国スーパーリーグ・広州富力足球倶楽部の育成を担当。
2017年よりAC長野パルセイロ アカデミーダイレクターに就任。
2019年よりベトナムU-15・U-16・U-19女子代表監督およびベトナム女子代表テクニカルアドバイザー（JFA公認指導者の海外派遣）。

## 所属クラブ
- 1986年 - 1988年 船橋市立船橋高等学校
- 1989年 - 1992年 駒澤大学
- 1993年 - 1994年 教育研究社FC京都パープルサンガ/京都パープルサンガ
- 1995年 - 2002年 教育研究社サッカー部/FC KYOKEN/FC KYOKEN京都/FC京都BAMB1993

## 個人成績
| 国内大会個人成績 | 国内大会個人成績 | 国内大会個人成績 | 国内大会個人成績 | 国内大会個人成績                                 | 国内大会個人成績 | 国内大会個人成績  | 国内大会個人成績  | 国内大会個人成績 | 国内大会個人成績 | 国内大会個人成績 | 国内大会個人成績 |
| 年度             | クラブ           | 背番号           | リーグ           | リーグ戦                                         | リーグ戦         | リーグ杯          | リーグ杯          | オープン杯       | オープン杯       | 期間通算         | 期間通算         |
| 年度             | クラブ           | 背番号           | リーグ           | 出場                                             | 得点             | 出場              | 得点              | 出場             | 得点             | 出場             | 得点             |
| 日本             | 日本             | 日本             | 日本             | リーグ戦                                         | リーグ戦         | リーグ杯          | リーグ杯          | 天皇杯           | 天皇杯           | 期間通算         | 期間通算         |
| ---------------- | ---------------- | ---------------- | ---------------- | ------------------------------------------------ | ---------------- | ----------------- | ----------------- | ---------------- | ---------------- | ---------------- | ---------------- |
| 1995             | 教育研究社       |                  | 京都             |                                                  |                  | -                 | -                 | -                | -                |                  |                  |
| 1996             | 教育研究社       |                  | 京都             |                                                  |                  | -                 | -                 | -                | -                |                  |                  |
| 1997             | 教育研究社       | 2                | 関西             |                                                  |                  | -                 | -                 | -                | -                |                  |                  |
| 1998             | 教育研究社       | 2                | 関西             |                                                  |                  | -                 | -                 | -                | -                |                  |                  |
| 1999             | 教育研究社       | 2                | 関西             |                                                  |                  | -                 | -                 | -                | -                |                  |                  |
| 2000             | KYOKEN           | 2                | JFL              | 14                                               | 0                | -                 | -                 | -                | -                | 14               | 0                |
| 2001             | KYOKEN           | 34               | JFL              | 0                                                | 0                | -                 | -                 |                  |                  |                  |                  |
| 2002             | FC京都           | 42               | JFL              | 1                                                | 0                | -                 | -                 | -                | -                | 1                | 0                |
| 通算             | 日本             | 日本             | JFL              | 15                                               | 0                | -\|\|\|\|\|\|\|\| | -\|\|\|\|\|\|\|\| |                  |                  |                  |                  |
| 通算             | 日本             | 日本             | 関西             | \|\|\|\|colspan="2"\|-\|\|colspan="2"\|-\|\|\|\| |                  |                   |                   |                  |                  |                  |                  |
| 通算             | 日本             | 日本             | 京都             | \|\|\|\|colspan="2"\|-\|\|colspan="2"\|-\|\|\|\| |                  |                   |                   |                  |                  |                  |                  |
| 総通算           | 総通算           | 総通算           | 総通算           | \|\|\|\|colspan="2"\|-\|\|\|\|\|\|\|\|           |                  |                   |                   |                  |                  |                  |                  |

- JFL初出場 - 2000年4月16日 JFL前期第1節 vs大塚製薬サッカー部戦 (徳島)

## 指導歴
- 1995年 - 2000年  京都紫光サッカークラブジュニア・女子 監督
- 2001年 - 2003年  FC京都BAMB1993 コーチ
- 2004年 - 2007年  宇治FCジュニアユース 監督
- 2004年 - 2008年  京都府立城陽高等学校サッカー部 コーチ
- 2001年 - 2008年  京都府トレセン コーチ・統括
- 2005年 - 2007年  京都府国体選抜少年 コーチ
- 2009年 - 2014年  JFAアカデミー福島 U-13・U-18B 監督
- 2011年  U-17サッカー日本代表 サポートコーチ
- 2011年 - 2014年  公認A級コーチU-12 インストラクター
- 2011年 - 2014年  公認B級コーチ インストラクター
- 2015年  清水エスパルスSS駿東U-13 監督
- 2016年  広州富力足球倶楽部U-15監督
- 2017年 - 2018年  AC長野パルセイロ アカデミーダイレクター・U-13・U-18 監督
- 2019年 - 2020年  U-19ベトナム女子代表 監督（JFA公認指導者の海外派遣:2020/2/1～2021/1/31[5]）
- 2020年 - 2023年  ベトナム女子代表 統括
- 2023年 - 2024年  ベトナム女子代表 統括・育成女子代表 監督
- 2025年 -  U-19日本女子代表 監督

## タイトル

### 個人
- 1997年 関西サッカーリーグベスト11[6]